# Howaia rongtangensis
Espèce
Synonymes
- Nesticella rongtangensis Lin, Ballarin & Li, 2016

Howaia rongtangensis est une espèce d'araignées aranéomorphes de la famille des Nesticidae.

## Distribution
Cette espèce est endémique de Hainan en Chine,. Elle se rencontre dans le district de Xiuying dans la grotte Wolong.

## Description
Le mâle holotype mesure 1,60 mm.

## Systématique et taxinomie
Cette espèce a été décrite sous le protonyme Nesticella rongtangensis par Lin, Ballarin et Li en 2016. Elle est placée dans le genre Howaia par Sherwood, Jocqué, Henrard et Fowler en 2023.

## Étymologie
Son nom d'espèce, composé de rongtang et du suffixe latin -ensis, « qui vit dans, qui habite », lui a été donné en référence au lieu de sa découverte, Rongtang.

## Publication originale
- Lin, Ballarin & Li, 2016 : « A survey of the spider family Nesticidae (Arachnida, Araneae) in Asia and Madagascar, with the description of forty-three new species. » ZooKeys, no 627, p. 1-168.